# José R. Alzamora
José R. Alzamora Freundt, mayormente mencionado como José R. Alzamora (Callao, 23 de julio de 1891 - Lima, 23 de octubre de 1953) fue un marino y político peruano que llegó al grado de contralmirante de la Marina de Guerra del Perú. Durante el gobierno de José Luis Bustamante y Rivero fue ministro de Marina (1945-1946), presidente del Consejo de Ministros y ministro de Justicia y Trabajo (1947).

## Biografía
Nació en el Callao, siendo hijo de Leopoldo Alzamora Pequeño y Josefina Freundt Ramos. En 1909 ingresó a la Escuela Naval del Perú, de la que egresó como guardiamarina en 1913.
Viajó a la Argentina, donde tomó parte en el viaje de instrucción de la fragata Presidente Sarmiento. Retornó al Perú en 1915 y sirvió en los buques de la Compañía Peruana de Vapores. Eventualmente se dedicó a la enseñanza en la Escuela Naval, dictando los cursos de Balística, Navegación y Artillería.
En 1924 viajó a los Estados Unidos para supervisar la construcción de los submarinos R2 y R4. Ya con el grado de capitán de fragata, fue nombrado en 1934 comandante de la División de Submarinos.
En 1938 pasó a ser jefe del Estado Mayor de la Escuadra. En 1940 fue nombrado comandante del crucero Almirante Grau, el buque insignia de la armada peruana. En diciembre de 1944, por Resolución Legislativa dada en el primer gobierno de Manuel Prado, ascendió al rango de contralmirante.
El 28 de julio de 1945 juró como ministro de Marina, formando parte del primer gabinete ministerial del presidente José Luis Bustamante y Rivero, cargo que ejerció hasta el 23 de enero de 1946. Accidentalmente se encargó del ministerio de Hacienda y Comercio.
El 12 de enero de 1947, tras la renuncia del gabinete Portugal a raíz del escándalo desatado por el crimen Graña, asumió como presidente del Consejo de Ministros y ministro en la cartera de Justicia y Trabajo. En su gabinete figuraba el general Manuel A. Odría como ministro de Gobierno. Fue en este periodo en que se dio la ruptura del gobierno con respecto a los apristas, sindicados como los autores del crimen Graña.
Se mantuvo al frente del gabinete ministerial hasta el 30 de octubre de 1947, cuando juramentó un nuevo Consejo de Ministros, presidido por otro marino, el contralmirante Roque A. Saldías.
Ya retirado del servicio naval, se desempeñó como gerente de la Corporación Peruana de Vapores, en cuyo ejercicio falleció en 1953.

## Publicaciones
Redactó un curso de Balística y tiro naval para los alumnos de la Escuela Superior de Guerra.